# Tournoi de tennis de Hoylake (dames 1967)
Le tournoi de tennis de Hoylake est un tournoi de tennis féminin. L'édition 1967 se dispute du 15 au 22 juillet 1967.
Virginia Wade remporte le simple dames. En finale, elle bat Judy Tegart.
L'épreuve de double voit quant à elle s'imposer Helen Gourlay et Judy Tegart.

## Résultats en simple

### Tableau final
|  |               |  |   |   |  |
|  | Finale        |  |   |   |  |
|  |               |  |   |   |  |
|  |               |  |   |   |  |
|  | Virginia Wade |  | 6 | 6 |  |
|  | Virginia Wade |  | 6 | 6 |  |
|  | Judy Tegart   |  | 3 | 4 |  |

## Résultats en double

### Tableau final
|  |                                |  |   |   |  |
|  | Finale                         |  |   |   |  |
|  |                                |  |   |   |  |
|  |                                |  |   |   |  |
|  | Helen Gourlay Judy Tegart      |  | 6 | 6 |  |
|  | Helen Gourlay Judy Tegart      |  | 6 | 6 |  |
|  | Christine Truman Virginia Wade |  | 4 | 3 |  |